# Harmonisch Dur
Als Harmonisch Dur wird gelegentlich eine im Jazz verwendete Tonleiter bezeichnet, die eine Mischung aus Dur- und harmonischer Molltonleiter darstellt.
Die Tonleiter besteht aus den Intervallen 1 – gr. 2 – gr. 3 – 4 – 5 – kl. 6 – gr. 7 – 8 (Ganz(1)- und Halbtonschritte(½): 1 – 1 – ½ – 1 – ½ – 1½ – ½). Sie kann gebildet werden, indem man die dritte Stufe der harmonischen Molltonleiter von der kleinen Mollterz zur großen Durterz erhöht. Sie kann aber auch als eine Durtonleiter aufgefasst werden, bei der die sechste Stufe vermindert wurde.
| Tonleiter       | Schreibweise    | Beispiel            | Töne | Töne | Töne | Töne | Töne | Töne | Töne | Töne |
| --------------- | --------------- | ------------------- | ---- | ---- | ---- | ---- | ---- | ---- | ---- | ---- |
| Dur             | 1 2 3 4 5 6 7   | C-Dur               | c    | d    | e    | f    | g    | a    | h    | c    |
| Harmonisch Moll | 1 2 ♭3 4 5 ♭6 7 | harmonisches c-Moll | c    | d    | es   | f    | g    | as   | h    | c    |
| Harmonisch Dur  | 1 2 3 4 5 ♭6 7  | Harmonisch C-Dur    | c    | d    | e    | f    | g    | as   | h    | c    |

Harmonisch Dur bildet ein klangliches „Mittelding“ zwischen Dur und Harmonisch Moll, da sie Eigenschaften beider Leitern in sich vereint. Sie besitzt den typischen, leicht orientalisch klingenden Hiatusschritt (eine übermäßige Sekunde, drei Halbtonschritte) von der sechsten zur siebten Stufe, dem Leitton.
Hörbeispiel: Harmonisch C-Durⓘ